# Пургалин, Борис Лазаревич
Бори́с Ла́заревич Пурга́лин (настоящая фамилия Пастерна́к; 26 февраля 1936, СССР — 18 августа 2020, Москва, Россия) — советский сценарист и поэт-песенник.

## Биография
Приходился родственником поэту Борису Пастернаку и, работая в музыкальной редакции на телевидении, был вынужден взять псевдоним Пургалин, чтобы избежать путаницы.
В 1970-х годах работал редактором музыкальной редакции Центрального телевидения СССР. Вместе с Евгением Гинзбургом придумал и воплотил на экране идею музыкального шоу, где главным героем будет популярный артист театра или кино, собирающий друзей. Шоу получило название «Бенефис» и, несмотря на редкое появление в эфире (не более двух раз в год), пользовалось огромной популярностью у телезрителей. Как поэт-песенник сотрудничал с Георгием Гараняном, Борисом Ренским, Владимиром Пресняковым, Анатолием Кальварским и другими композиторами. Одна из наиболее известных песен — «Самовар» в исполнении Николая Караченцова. Борис Пургалин является также автором текстов песен к фильму «Только в мюзик-холле» (1980). Скончался 18 августа 2020 года. Предположительно покончил жизнь самоубийством, выбросившись из окна больницы, где проходил лечение.

## Фильмография
- 1963 — Голубой огонёк (сценарий)
- 1974 — Бенефис Сергея Мартинсона (сценарий)
- 1975 — Бенефис Ларисы Голубкиной (сценарий)
- 1976 — Волшебный фонарь (сценарий)
- 1978 — Бенефис Людмилы Гурченко (сценарий)
- 1979 — Казаки-разбойники (текст песен)
- 1982 — Двойники (сценарий и текст песен)
- 1985 — Один за всех![3] (сценарий)